# إليشا جاي إدواردز
إليشا جاي إدواردز (بالإنجليزية: Elisha Jay Edwards)‏ هو صحفي أمريكي، ولد في 1847، وتوفي في 1924.